# ニューモニクス
ニューモニクス (英: Numonyx) はフラッシュメモリを製造する半導体会社で、2008年3月31日にインテル、STマイクロエレクトロニクス、w:Francisco Partnersによって設立された。2010年2月9日にマイクロン・テクノロジーに12億7,000万米ドルで買収された。
ニューモニクスは、2006年に合計年間収益約36億ドルを生み出した企業の主要資産から設立された。同社は、携帯電話、MP3プレーヤー、デジタルカメラ、コンピュータ、その他のハイテク機器を含むさまざまな民生用および産業用デバイスに不揮発性メモリを供給している。

## 役員
ニューモニクスの経営者は、ニューモニクスのCEOでインテルのフラッシュメモリ部門の元副社長兼ゼネラル・マネージャーであるブライアン・ハリソン(Brian Harrison)氏、ニューモニクスのCOOでありSTマイクロエレクトロニクスの元コーポレート・バイスプレジデント兼フラッシュメモリ部門のゼネラル・マネージャーであるマリオ・リカデッロ(Mario Licciardello)氏によって運営された。インテルのメモリ部門の元CTOであるエドワード・ドラー(Edward Doller)氏が同社の最高技術責任者であった。

## 所在地
ニューモニクスはスイスのロールに本社を置き、米国、イスラエル、シンガポール、中国、イタリアに販売、製造、研究開発施設を持っていた。

## 製品
ニューモニクスは、2008年に発売されたM29EW NORフラッシュメモリ・チップのようなNORおよびNANDフラッシュメモリ、ならびにインテルおよびSTマイクロエレクトロニクスのメモリ事業から引き継いだ相変化メモリを製造した。同社は当初、当時自動車業界でよく使用されていた5Vフラッシュメモリの販売を中止したが、2009年初頭にM29F 5Vラインが発表された。2009年、ニューモニクスはNORフラッシュメモリ市場シェア34.6%を獲得し、この分野で最大のベンダーとなった。